# Przy Szosie (Starachowice)
Przy Szosie – część miasta Starachowice. Leży na południu miasta, po wschodniej stronie ulicy Ostrowieckiej, nad zbiornikiem wodnym Piachy.